# L'uomo nell'ombra (film 1956)
L'uomo nell'ombra (The Unguarded Moment) è un film del 1956 diretto da Harry Keller. Il film è conosciuto anche con il titolo di Mister X, l'uomo nell'ombra.

## Trama
Lois Conway è una professoressa di musica in un istituto superiore, dove involontariamente suscita i desideri di uno studente con problemi di equilibrio mentale di nome Leonard Bennett. Il giovane soffre di gravi disturbi psichici suscitati dall'educazione fanaticamente misogina indotta da suo padre. Combattuto dai suoi sentimenti di attrazione e di odio nei confronti della sua insegnante, il giovane Leonard inizia a pedinare la donna con insistenza sempre più frequente. Dopo essere stata pubblicamente aggredita dal ragazzo, Lois viene tuttavia sospesa dalla scuola perché accusata di essere la responsabile dell'accaduto, ma, con l'aiuto di un ufficiale di polizia, Harry Graham, riuscirà a far emergere la verità e ad aiutare il giovane a curare i suoi disturbi e a proteggere se stessa dalle sue aggressioni.

## Produzione
La pellicola vede il ritorno in un ruolo drammatico dell'attrice Esther Williams, celebre per i suoi film musicali-acquatici. La sceneggiatura è dell'attrice Rosalind Russell.